# توقيت روسيا

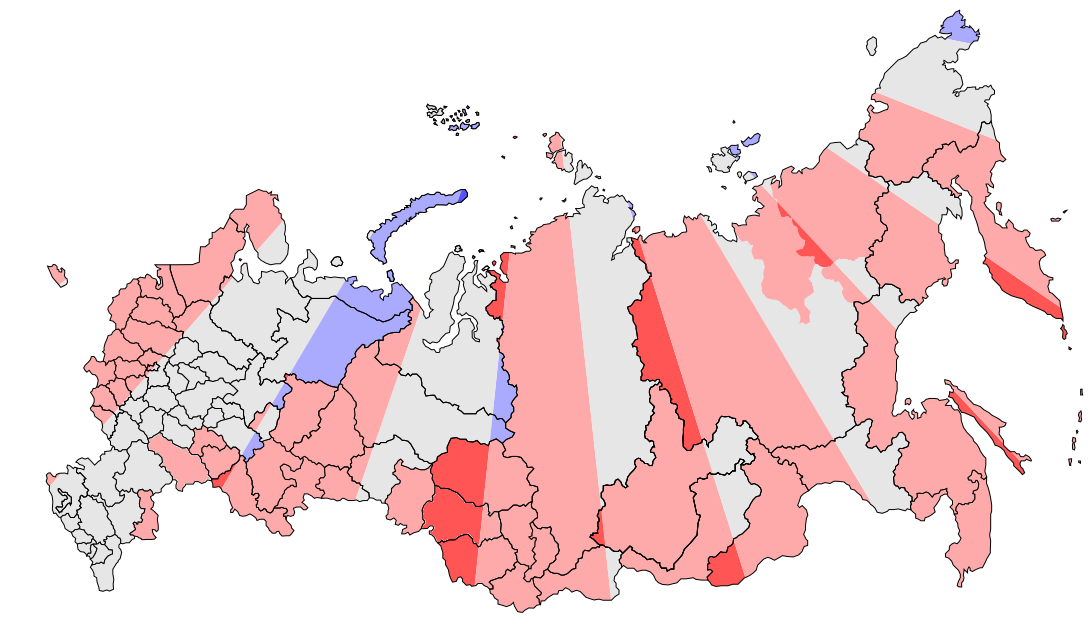
الفرق بين التوقيت الرسمي والتوقيت الشمسي المحلي في روسيا منذ 2016-12-04

هناك 11 منطقة زمنية في روسيا، والتي تراعي حاليًا أوقات تتراوح من UTC +02:00 إلى UTC +12:00. لا يتم استخدام التوقيت الصيفي في روسيا (منذ مارس 2011).

## قائمة المناطق
منذ 28 أكتوبر 2018 ، تكون المناطق الزمنية كما يلي:
|  | اسم المنطقة الزمنية | وقت اليوم والاختصار                 | تعويض UTC    | تعويض MSK     | المساحة المغطاة | السكان     |
|  | ------------------- | ----------------------------------- | ------------ | ------------- | --- | ---------- |
|  | توقيت كالينينغراد   | 15:46, 11 March 2025 USZ1 [refresh] | UTC + 02: 00 | MSK-1h        | منطقة كالينينغراد | 969،000    |
|  | توقيت موسكو         | 16:46, March 11, 2025 MSK [refresh] | UTC + 03: 00 | MSK + 0h      | معظم روسيا الأوروبية (باستثناء الموضوعات الفيدرالية في UTC + 02: 00 و UTC + 04: 00 و UTC + 05: 00 المناطق الزمنية)                                                  | 86،725،000 |
|  | توقيت سامارا        | 17:46, 11 March 2025 SAMT [refresh] | UTC + 04: 00 | MSK + 1h      | أستراخان أوبلاست ، سامارا أوبلاست ، ساراتوف أوبلاست ، أودمورتيا ، أوليانوفسك أوبلاست وفولجوجراد أوبلاست                                                             | 12،064،000 |
|  | توقيت يكاترينبورغ   | 18:46, 11 March 2025 YEKT [refresh] | UTC + 05: 00 | MSK + 2h      | باشكورتوستان ، تشيليابينسك أوبلاست ، خانتي مانسي أوكروغ ذاتية الحكم ، كورغان أوبلاست ، أورينبورغ أوبلاست ، بيرم كراي ، سفيردلوفسك أوبلاست ، تيومين أوبلاست وياماليا | 20،986،000 |
|  | توقيت أومسك         | 19:46, 11 March 2025 OMST [refresh] | UTC + 06: 00 | MSK + 3h      | أومسك أوبلاست | 1،978،000  |
|  | توقيت كراسنويارسك   | 20:46, 11 March 2025 KRAT [refresh] | UTC + 07: 00 | MSK + 4 ساعات | ألتاي كراي ، ألتاي ريبابلك ، كيميروفو أوبلاست ، خاكاسيا ، كراسنويارسك كراي ، نوفوسيبيرسك أوبلاست ، تومسك أوبلاست وتوفا                                              | 12854000   |
|  | توقيت إيركوتسك      | 21:46, 11 March 2025 IRKT [refresh] | UTC + 08: 00 | MSK + 5h      | إركوتسك أوبلاست وبورياتيا | 3،393،000  |
|  | توقيت ياكوتسك       | 22:46, 11 March 2025 YAKT [refresh] | UTC + 09: 00 | MSK + 6h      | Amur Oblast وZabaykalsky Krai ومعظم جمهورية ساخا (باستثناء المناطق في UTC + 10: 00 و UTC + 11: 00 المناطق الزمنية)                                                  | 2،794،000  |
|  | توقيت فلاديفوستوك   | 23:46, 11 March 2025 VLAT [refresh] | UTC + 10: 00 | MSK + 7 ساعات | اليهودية ذاتية الحكم أوبلاست ، خاباروفسك كراي ، بريمورسكي كراي ، و Oymyakonsky ، أوست-Yansky و Verkhoyansky أحياء ياقوتيا                                           | 3،471،000  |
|  | توقيت ماجادان       | 00:46, 12 March 2025 SRET [refresh] | UTC + 11: 00 | MSK + 8 ساعات | ماغادان أوبلاست ، ساخالين أوبلاست ، و Abyysky ، Allaikhovsky ، Momsky ، Nizhnekolymsky ، Srednekolymsky و Verkhnekolymsky أحياء ياقوتيا                             | 665،000    |
|  | توقيت كامتشاتكا     | 01:46, 12 March 2025 PETT [refresh] | UTC + 12: 00 | MSK + 9h      | شوكوتكا وكامتشاتكا كراي | 368000     |

## روابط خارجية
- توقيت موسكو
- خريطة المناطق الزمنية في روسيا